# 메이즈 러너 (영화)
《메이즈 러너》(영어: The Maze Runner)는 2014년 공개된 미국의 SF 영화로, 제임스 대시너의 동명 소설을 원작으로 한다.

## 출연
- 딜런 오브라이언 - 토머스 역
- 카야 스코델라리오 - 테리사 역
- 토머스 생스터 - 뉴트 역
- 윌 폴터 - 갤리 역
- 이기홍 - 민호 역
- 어멜 아민 - 알비 역
- 블레이크 쿠퍼 - 척 역
- 덱스터 다든 - 프라이팬 역
- 크리스 셰필드 - 벤 역
- 제이컵 라티모어 - 제프 역
- 알렉산더 플로러스 - 윈스턴 역
- 랜들 D. 커닝햄 - 클린트 역
- 조 애들러 - 자트 역
- 퍼트리샤 클라크슨 - 에바 페이지 역